# 111 Ata
111 Ata (mednarodno ime je 111 Ate, starogrško starogrško Ἄτή: Até) je velik in temen asteroid tipa C v glavnem asteroidnem pasu.

## Odkritje
Asteroid je 14. avgusta 1870 odkril Christian Heinrich Friedrich Peters (1813 – 1890).. Poimenovan je po Ati, boginji rušenja in propada v grški mitologiji.

## Lastnosti
Asteroid Ata obkroži Sonce v 4,18 letih. Njegova tirnica ima izsrednost 0,101, nagnjena pa je za 4,923° proti ekliptiki. Njegov premer je 134,6 km, okoli svoje osi se zavrti v 22,2 urah.